# Vasilikī Vougiouka
Vasilikī Vougiouka (in greco Βασιλικη Βουγιουκα?; 20 giugno 1986) è una schermitrice greca.

## Palmarès
In carriera ha conseguito i seguenti risultati:
- Europei di scherma

Legnano 2012: argento nella sciabola individuale.